# جواد طاهری
جواد طاهری نویسنده وکارگردان اهل ایران است. او فیلمسازی حرفه‌ای را سال ۱۳۵۰ با فیلم عزیز قرقی به عنوان نویسنده و کارگردان آغاز کرد و تا سال ۱۳۶۲ که آخرین فیلمش عبور از میدان مین تولید و اکران شد در سینمای ایران فعال بود. 

## کارگردانی در سینما و تلویزیون
- عبور از میدان مین (۱۳۶۲)
- چنگک (مجموعه تلویزیونی، ۱۳۵۵)
- فرار از حجله(۱۳۵۴)
- عروس و مادرشوهر (۱۳۵۲)
- قصه ماهان (۱۳۵۲)
- محبوب بچه‌ها  (مشترک با رضا بیک ایمانوردی، ۱۳۵۲)
- نواب (فیلم)(۱۳۵۱)
- عزیز قرقی (۱۳۵۰)
- جنگل/آشپزی (مشترک با علی حاتمی، ۱۳۴۶)

## نویسنده
- عبور از میدان مین (۱۳۶۲)
- فرار از حجله(۱۳۵۴)
- عروس و مادرشوهر (۱۳۵۲)
- عزیز قرقی (۱۳۵۰)
- جنگل/آشپزی (مشترک با علی حاتمی، ۱۳۴۶)

## بازیگر
- قصه ماهان (۱۳۵۲)
- جنگل/آشپزی (۱۳۴۶)

## تدوین
- فرار از حجله (۱۳۵۴)